# Спомен-обележје Крило у Лаћарку
Спомен-обележје Крило у Лаћарку подигнут је 2013. године, као знак сећања и у славу погинулих пилота стационираних крајем Другог светског рата на аеродрому Лаћарак.
Споменик је крило војног авиона са звездом петокраком, испод којег је постављена спомен-плоча са текстом:
Слава ваздухопловцима 421. јуришног
пука авијације НОВ Југославије и 165.
ескадриле јуришног пука авијације
Црвене армије Совјетског Савеза
погинулим на аеродрому Лаћарак, који
су се борили на пробоју Сремског
фронта против снага фашистичког
окупатора.
Захвални грађани Сремске Митровице
и Лаћарка